# Covadonga Cadenas
María Covadonga Cadenas Rodríguez (1946 - Madrid, 20 de junio de 2010) fue una actriz española.

## Trayectoria
Desarrolló su carrera fundamentalmente en teatro y televisión y en menor medida en cine.
Presente en la pequeña pantalla desde mediados de la década de 1960, intervino en diversos espacios dramáticos de teatro televisado como Teatro de siempre (Las troyanas, 1966), Teatro breve (La visita, 1981) o Estudio 1 (Los extremeños se tocan, 1973; El sexo débil ha hecho gimnasia, 1979; Los ladrones somos gente honrada, 1979; Las viejas difíciles, 1981). El apogeo de su popularidad le llega en 1984 cuando protagoniza la sitcom de 13 episodios Cosas de dos en TVE, junto a Nicolás Dueñas y Margot Cottens. Con posterioridad intervino episódicamente en series como Teresa de Jesús (1984), Farmacia de guardia (1993), Manos a la obra (1998) o Entre naranjos (1998).
Sobre los escenarios, destaca su participación en el elenco de Doña Rosita la soltera, de Federico García Lorca, que protagonizó Nuria Espert en 1981.
Debutó en el cine con un pequeño papel en la película  La trastienda (1975), de Jorge Grau, protagonizada por María José Cantudo. Aparte de algunos cortos, solamente repitió en la gran pantalla con sendas apariciones en Asignatura pendiente (1977), de José Luis Garci y El hombre que supo amar (1978), de Miguel Picazo.